# منگنات

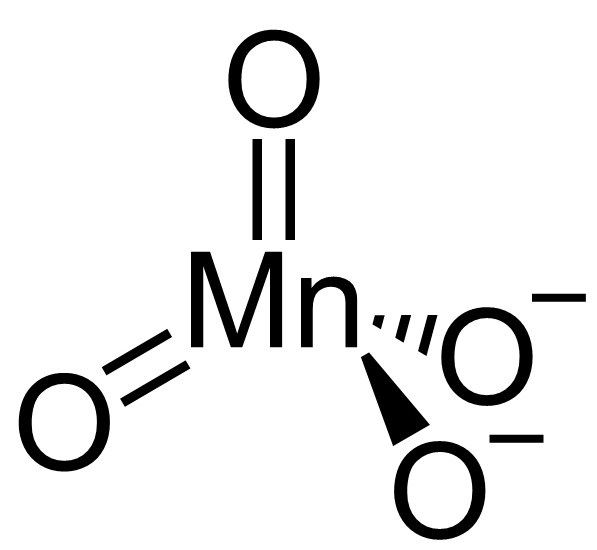
ساختار منگنات

در نامگذاری ترکیبات معدنی، منگنات به هر هستار مولکولی با بار منفی و اتم مرکزی منگنز گفته می‌شود.  با این حال، این نام معمولاً برای اشاره به آنیون تترااکسیدومنگنات (۲-) ،MnO2−
4 ،که با نام منگنز (VI) نیز شناخته می‌شود، استفاده می‌شود، زیرا حاوی منگنز در حالت اکسیداسیون ۶+ است. منگنات‌ها تنها ترکیبات شناخته شده منگنز(VI)  هستند. 